# Diane Victor
Diane Victor, (sinh năm 1964, Witbank, Nam Phi) là một nghệ sĩ và nhà in ấn người Nam Phi, được biết đến với những bình luận châm biếm và xã hội về chính trị Nam Phi đương đại.

## Tiểu sử
Victor được sinh ra ở Witbank, Nam Phi. Cô đã nhận được bằng cử nhân mỹ thuật của mình từ Đại học Witwatersrand ở Johannesburg năm 1986.
Từ năm 1990 đến nay, Victor đã giảng dạy bán thời gian, giảng dạy vẽ và in tại nhiều cơ sở khác nhau của Nam Phi bao gồm Đại học Pretoria, Wits Technikon, Pretoria Technikon, Học viện Cửa sổ Mở, Tam giác Tam giác, Đại học Witwatersrand, Đại học Rhodes và Đại học Johannesburg.

## Hội họa
Tác phẩm của Victor sử dụng hình vẽ, thường là ảnh tự chụp của chính cô, để tạo ra những câu chuyện phức tạp liên quan đến Nam Phi đương đại và cuộc khủng hoảng toàn cầu hơn về chiến tranh, tham nhũng và bạo lực trong cả cuộc sống công cộng, chính trị và tư nhân. Theo Virginia Mackenny, tác phẩm của Victor thách thức người xem "tìm kiếm những hình ảnh được đóng gói dày đặc của cô, rất giàu chi tiết cá nhân, để khám phá mức độ trớ trêu và hành động của họ. Không có bất kỳ hy vọng cổ điển nào về trật tự, những hình ảnh này gợi nhớ đến Brerif hay Bosch cái nhìn bi quan về thế giới và sự dồn nén của một người điên cuồng lên trên một cái khác ". Victor mô tả hiện thực đầy bất công, cho thấy sự phức tạp của sự tồn tại đương đại. "Khả năng trình bày các chủ đề và chủ đề của cô ấy theo cách mà tất cả trừ sự đồng nhất của chúng tôi với họ đẩy chúng tôi ra khỏi sự sững sờ tự mãn của chúng tôi, cho dù chúng tôi có muốn hay không."
Trong danh mục các ấn phẩm của mình, Sự ra đời của một quốc gia (2009), được xuất bản bởi David Krut Project, Victor khám phá lịch sử của sự tham gia của thực dân ở Châu Phi trong bối cảnh tham nhũng đương thời và chủ nghĩa đế quốc. Cô sử dụng các tài liệu tham khảo lịch sử và thần thoại như một nền tảng để chèn các câu chuyện của Nam Phi, hợp nhất một cốt truyện dễ nhận biết với các nhân vật mới và các đối tượng Nam Phi.
Trong Thảm họa Hòa bình, Victor trực tiếp tham khảo tác phẩm Thảm họa Chiến tranh của Francisco de Goya. Trong loạt bài này, Victor gợi lên những lời chỉ trích của Goya về sự tàn bạo của chiến tranh trong khi thể hiện sự tiếp tục của bạo lực sau chiến tranh, và trong trường hợp của Nam Phi, sau khi kết thúc phân biệt chủng tộc. Nổi bật bị bỏ qua và bạo lực hàng ngày, loạt bài này thu hút sự chú ý đến cái nhìn mẫn cảm đương thời này hoặc khả năng chịu đựng bạo lực. Đối với Victor: "Những hình ảnh tôi đang làm việc được lấy từ các phương tiện truyền thông hàng ngày của chúng tôi về những sự kiện gần đây và gần như phổ biến trên báo, trên TV và trên đài phát thanh về các hành vi bạo lực và tội phạm xã hội và những cái chết không cần thiết - xảy ra thường xuyên đến mức chúng không còn nữa gây ra sự phản đối từ công chúng của chúng ta, nhưng họ vẫn tạo thành thảm họa trong thời bình. "